# Crocutasis abyssinica
Crocutasis abyssinica är en tvåvingeart som beskrevs av Lindner 1935. Crocutasis abyssinica ingår i släktet Crocutasis och familjen vapenflugor.
Artens utbredningsområde är Etiopien. Inga underarter finns listade i Catalogue of Life.